# Ciepielów, Masovian Voivodeship
Ciepielów [t͡ɕɛˈpjɛluf] là một ngôi làng ở Ba Lan, một phần phía nam của Mazovian Voivodeship. Nó là khu hành chính của powiat Lipsko, trên sông Iłżanka, gần Radom. Năm 1998, nó có khoảng 750 cư dân và hai nhà máy vật liệu xây dựng nhỏ. Nó nằm cách khoảng 12 kilômét (7 mi) về phía tây bắc của Lipsko và 115 km (71 mi) về phía nam Warsaw. Ciepielów thuộc tỉnh Lesser Poland và trong nhiều thế kỷ, ngôi làng thuộc về Sandomierz Voivodeship. Nó từng là một thị trấn từ năm 1548 đến năm 1870.

## Lịch sử
Ciepielów được thành lập bởi gia đình Kazanowski trên tuyến đường thương mại cũ nối Sandomierz với Warsaw, tại bến lội sông Iłżanka, khu vực trung tâm trong lãnh thổ của họ. Sĩ quan kỵ binh Marcin Kazanowski năm 1548 đã được vua Zygmunt ban cho ngôi làng với một điều lệ thành phố. Năm 1597, thị trấn đã được Zygmunt III Waza cấp quyền thị trấn theo Luật Magdeburg và được phép thành lập công đoàn, cho phép nó trở thành một trung tâm thương mại đáng chú ý trong khu vực. Tuy nhiên, trước năm 1627, thị trấn đã bị phá hủy hoàn toàn bởi một trận hỏa hoạn lớn và Zygmunt Kazanowski đã di dời thành phố ngay sau đó. Thị trấn cũng được cấp một đặc quyền của hoàng gia về tổ chức chợ phiên mỗi tuần một lần và hội chợ bốn lần một năm. Ngoài ra, Ciepielów đã được miễn tất cả các loại thuế và phí trong 20 năm, cho phép nó tái phát triển nhanh hơn.
Khoảng năm 1770, Ciepielów được gia đình Denhoff mua lại và đến năm 1780, nó được chuyển nhượng cho Józef Karczewski, người quản lý tài sản của Liw. Cho đến năm 1869, thị trấn có quyền thành phố và là một trung tâm thương mại nhỏ trong khu vực. Tuy nhiên, điều lệ thành phố đã bị rút lại như một sự đàn áp đối với người dân địa phương tham gia cuộc nổi dậy tháng 1 thất bại chống lại Nga.
Vào ngày 8 tháng 9 năm 1939, sau Cuộc xâm lược Ba Lan, ngôi làng Dąbrowa (gần Ciepielów) là nơi xảy ra một vụ giết người hàng loạt khoảng 300 tù nhân chiến tranh Ba Lan bởi quân đội Wehrmacht của Đức. Vào tháng 12 năm 1941, một khu tập trung Do Thái nhỏ đã được chính quyền Đức thành lập tại Ciepielów; vào tháng 10 năm 1942, tất cả trong số họ (khoảng 600 người) đã được gửi đến các phòng hơi ngạt của trại hủy diệt Treblinka.